# Destutia parallelia
Destutia parallelia là một loài bướm đêm trong họ Geometridae.